# Tanycoryphus shonus
Tanycoryphus shonus är en stekelart som beskrevs av T.C. Narendran 1989. Tanycoryphus shonus ingår i släktet Tanycoryphus och familjen bredlårsteklar. Inga underarter finns listade i Catalogue of Life.